# McKinley Bridge
McKinley Bridge – stalowy most, zbudowany techniką kratownicową, łączący północną część Saint Louis w stanie Missouri z Venice w stanie Illinois zaprojektowany przez amerykańskiego konstruktora polskiego pochodzenia Rudolfa Modrzejewskiego.

## Opis
Most wykonany jest techniką kratownicową z sześciu stalowych kratownic wspartych na ośmiu przęsłach. Jego całkowita długość wynosi prawie 2 kilometry (1924 metry – 6313 stóp).

## Historia
Konstruktorem mostu był polski inżynier Rudolf Modrzejewski, syn aktorki Heleny Modrzejewskiej. Most został oddany do użytku w 1910 łącząc miasta Saint Louis i Venice, leżące w dwóch amerykańskich stanach Missouri oraz Illinois. Kiedy w 1926 powstał system autostrad w USA, most McKinley pełnił ważną funkcję komunikacyjną na sławnej autostradzie Route 66 biegnącej przez rzekę Missisipi i łączącej ze sobą wschodnie i zachodnie stany Ameryki. Przez dekady stanowił on ważny węzeł komunikacyjny dla ruchu kołowego oraz kolejowego.
Od 30 grudnia 2001 most został zamknięty dla ruchu i przechodził konserwację. Poddano go również pracom remontowym i modernizacyjnym. Został otwarty uroczyście dla ruchu pieszego oraz rowerowego 17 listopada 2007, a od grudnia 2007 otwarto go również dla ruchu kołowego. Według danych statystycznych dziennie za jego pomocą rzekę Missisipi przekracza od 10 000 do 14 000 pojazdów.